# التشابك (الصور النقطية)

رسم توضيحي لتشابك خوارزمية Adam7 على صورة بمقاس 16×16

في مجال الحوسبة ، يُعتبرُ التشابك (المعروف أيضًا باسم التداخل) هو طريقة لترميز الصورة النقطية (صورة بيتماب) بحيث يرى الشخص الذي استلم جزء منها نسخة متدنية الجودة من الصورة بأكملها. عند التواصل عبر رابط اتصال بطيء، يُفضل غالبًا رؤية نسخة واضحة تمامًا من جزء واحد من الصورة، حيث يساعد هذا، المُشاهِد في اتخاذ قرار بشكل أسرع ما إذا كان سيقوم بإلغاء أو متابعة عملية الإرسال.
يتم دعم التشابك في الصيغ التالية، حيث يعتبر اختيارياً:
- GIF: تخزن تقنية التشابك في الصور المتحركة الأسطر بالترتيب{\displaystyle 0,8,16,\dots ,(8n),\ 4,12,\dots ,(8n+4),\ 2,6,10,14,\dots ,(4n+2),\ 1,3,5,7,9,\dots ,(2n+1).}
- PNG: تستعمل هذه الصيغة خوارزمية Adam7، التي تُشابك في كلا الاتجاهين العمودي والأفقي.
- TGA: تستعمل هذه الصيغة خوارزميتين اختياريتين للتشابك:
  - في اتجاهين: {\displaystyle 0,2,4,\dots ,(2n),\ 1,3,\dots ,(2n+1),}
  - في أربعة اتجاهات: {\displaystyle 0,4,8,\dots ,(4n),\ 1,5,\dots ,(4n+1),\ 2,6,\dots ,\ (4n+2),3,7,\dots ,(4n+3).}
- JPEG، JPEG 2000، وَJPEG XR (التي تستعمل في الواقع تسلسل لتحليل التردد بدلاً من تشابك قيم البكسل)
- PGF (تستعملُ هذه الصيغة أيضًا تحليل التردد)

التشابك هو نوع من فك الترميز التدريجي، لأنه يمكن تحميل الصورة تدريجياً. وشكل آخر من أشكال فك الترميز التدريجي هو المسح التدريجي. في المسح التدريجي، يُفكّ ترميز الصورة المحملة سطرًا بسطر، لذا بدلاً من أن تصبح أوضح تدريجياً، تصبح أكبر تدريجياً. الفرق الرئيسي بين مفهوم التشابك في صور البيتماب وفي الفيديو هو أنه حتى صور البيتماب التدريجية يمكن تحميلها على عدة إطارات.
على سبيل المثال: صورة GIF متشابكة هي صورة GIF تبدو وكأنها تصل إلى شاشتك مثل الصورة القادمة من خلال الستار اللفَّاف الذي يُفتح ببطء. يتم استبدال الحاشية المشوشة للصورة تدريجياً بسبعة أمواج متتالية من مجاري البتات التي تملأ الخطوط الناقصة حتى تصل الصورة إلى دقتها الكاملة.
كانت الرسومات المتشابكة مستعملة على نطاق واسع في تصميم مواقع الويب في السابق وقبل ذلك في توزيع ملفات الرسومات عبر أنظمة لوحة الإعلانات وطرق الاتصال ذات السرعة المنخفضة الأخرى. ومع ذلك، فإن هذه الاستعمال أصبح أقل شيوعًا اليوم، حيث تسمح اتصالات الإنترنت عالية السرعة بتنزيل معظم الصور إلى شاشة المستخدم بشكل تقريبي على الفور، وعادة ما يكون التشابك طريقة غير فعالة لترميز الصور.
حصل التشابك على انتقاد واسع لأنه قد لا يكون واضحًا للمشاهدين عندما يكتمل تقديم الصورة، على عكس التقديم غير المتشابك، حيث يكون التقدم واضحًا (البيانات المتبقية تظهر كفراغ). أيضًا، تعتبر مزايا التشابك لأولئك الذين يعانون من اتصالات ذات سرعة بطيئة أقل من الأضرار الناتجة عن الحاجة إلى تنزيل ملف أكبر، حيث أن الصور المتشابكة عادة لا تضغط بشكل جيد.

## روابط خارجية
- مقارنة بين التشابك في صيغتي GIF و PNG
- مقاطع فيديو لبروتوكول SCTP مقابل TCP بتقنية التشابك التدريجي ("تدريجي") مقابل المسح التدريجي ("غير التدريجي")